# Suomen työväen musiikkiliitto
Suomen työväen musiikkiliitto (STM) är en finländsk riksomfattande centralorganisation som traditionellt verkat för musiksträvandena bland arbetarbefolkningen. 
Inom STM, som grundades 1920 och har sitt säte i Tammerfors, har de musikaliska sektorerna sedan länge varit blåsorkestermusik och körmusik. Förbundets viktigaste verksamhetsformer är att publicera och sprida noter, arrangera musikläger och kurser (bland annat körledarutbildning), anordna olika studiedagar samt stora gemensamma sång- och musikfester. I samarbete med andra instanser driver STM sedan 2000-talets början blåsorkestern SISU, som samlar speciellt unga musiker till större utmanande musikverk. Till förbundet hörde 2005 omkring 150 körer och 40 blåsorkestrar runtom i landet. Utger sedan 1921 tidskriften Työväen Sävel (utkommer fyra gånger/år).